# 伊尼亞帕里區
伊尼亞帕里區（西班牙語：Distrito de Iñapari），是秘魯的一個區，位於該國東南部馬德雷德迪奧斯大區的塔瓦馬努省，始建於1912年12月26日，面積14,853.7平方公里，海拔高度220米，2005年人口3,591，人口密度每平方公里0.24人。